# Reviel Netz
Reviel Netz (né le 2 janvier 1968) est un spécialiste israélien de l'histoire des mathématiques pré-modernes, qui est actuellement professeur de lettres classiques et de philosophie à l'Université Stanford.

## Biographie
Netz est né le 2 janvier 1968 à Tel Aviv, en Israël, de l'auteure israélienne Corinna Hasofferett et Yoel Netz, entrepreneur et traducteur de classiques russes.
De 1983 à 1992, Netz étudie à l'Université de Tel Aviv, obtenant une licence en histoire ancienne et une maîtrise en histoire et philosophie des sciences. De 1993 à 1995, il étudie les classiques au Christ College de l'Université de Cambridge, où il obtient son doctorat en 1995. De 1996 à 1999, Netz travaille comme chercheur post-doctoral au Gonville and Caius College, Cambridge, et simultanément en 1998 et 1999 comme boursier post-doctoral au MIT. À l'automne 1999, il prend un poste de professeur adjoint au Département des classiques de l'Université Stanford, où il continue d'enseigner et de publier aujourd'hui,.
Les principaux sujets de recherche de Netz portent sur les questions plus larges de l'histoire des pratiques cognitives ; par exemple l'histoire du livre, la culture visuelle, la littératie et la numératie. Il est l'auteur d'un certain nombre d'ouvrages dans le domaine, dont les volumes I et II du Palimpseste d'Archimède . Il a également co-écrit The Archimedes Codex avec William Noel sur le même sujet, mais orienté vers le grand public. 
Il reçoit le prix Neumann . En 2014, il reçoit la Médaille Commandino de l'Université d'Urbino pour ses contributions à l'histoire des sciences.
En plus de ses travaux sur l'histoire des mathématiques, Netz a publié quelques poésies hébraïques, dont "Adayin Baḥutz" en 1999.

## Ouvrages écrits et co-écrits
- The Shaping of Deduction in Greek Mathematics: A Study in Cognitive History, Cambridge: Cambridge University Press, 1999, (ISBN 978-0-521-54120-6) .
- The Works of Archimedes: Translation and Commentary, Vol. I: The Two Books "On The Sphere and the Cylinder" , Cambridge : Cambridge University Press, 2004 et 2009 (ISBN 978-0-5211-1798-2) .
- Barbed Wire: an Ecology of Modernity, Middletown, CT: Wesleyan University Press, 2007, (ISBN 978-0-8195-6959-2) .
- Avec William Noel, The Archimedes Codex: Revealing the Secrets of the World's Greatest Palimpsest, Londres: Weidenfeld & Nicolson, 2007, (ISBN 978-0-306-81737-3) .
- The Transformation of Mathematics in the Early Mediterranean World: from Problems to Equations, Cambridge: Cambridge University Press, 2007 (ISBN 978-0-5210-4174-4) .
- Ludic Proof: Greek Mathematics and the Alexandrian Aesthetic, Cambridge: Cambridge University Press, 2009, (ISBN 978-0-521-89894-2) .
- Éditeur, avec William Noel, Natalie Tchernetska et Nigel Wilson, The Archimedes Palimpsest Vol. I : Catalogue et commentaire, Cambridge : Cambridge University Press, 2011, (ISBN 978-1-107-01457-2).
- Éditeur, avec William Noel et al., The Archimedes Palimpsest Vol. II : Fac-similé et transcription, Cambridge University Press, 2011, (ISBN 978-1-107-01684-2) .
- The Works of Archimedes: Translation and Commentary, Vol. 2: "On Spirals", Cambridge : Cambridge University Press, 2017, (ISBN 978-0-5216-6145-4) .